# Лісабонський саміт НАТО 2010
Лісабо́нський са́міт НА́ТО 2010 ро́ку, або 22-й са́міт НА́ТО — саміт НАТО, що пройшов 19-20 листопада 2010 року у Лісабоні в Португалії. Крім членів НАТО у ньому також взяли участь держави-учасники місії Міжнародних сил сприяння безпеці (англ. International Security Assistance Force, ISAF) в Афганістані, а також інші запрошені гості.
Одним з головних завдань саміту стало прийняття нової стратегічної концепції Північноатлантичного альянсу, що стала логічним продовженням попередньої, прийнятої у 1999 році на Вашингтонському саміті і визначила мету НАТО на наступне десятиліття. Додатково у процесі саміту були розглянуті питання й ухвалені рішення стосовно часу тривання і характеру місії ISAF, структурної реформи Північноатлантичного альянсу, характеру системи протиракетного захисту НАТО, протидії тероризму та кібератакам, а також співпраці з партнерами поза межами Альянсу. Вперше після російсько-грузинської війни участь у саміті взяв президент Російської Федерації Дмитро Медведєв, що ознаменувало відновлення співпраці з НАТО і Росією. Президент України Віктор Янукович від участі в саміті відмовився.
Проти учасників проведення лісабонського саміту протестували представники лівих організацій, антиглобалістів, пацифістів та профспілок. Демонстрації протесту проходили мирно.

## Порядок денний саміту

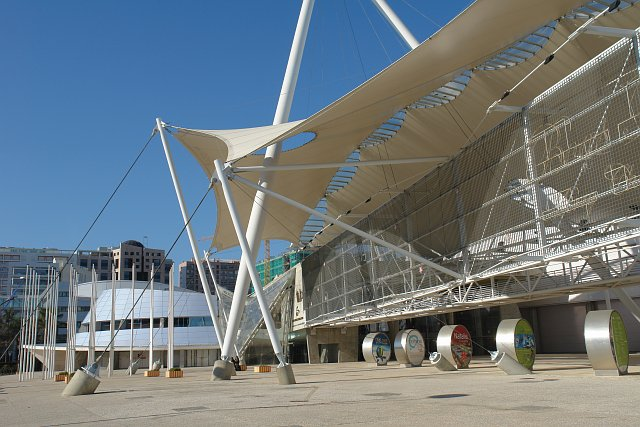
Вхід до приміщення Feira Internacional de Lisboa

До найважливіших завдань саміту у Лісабоні належало:
- прийняття нової концепції стратегії Північноатлантичного альянсу;
- ухвалення рішення у справі спільного протиракетного захисту;
- обговорення взаємин по лінії НАТО-Росія;
- визначення ролі НАТО в операціях і військових місіях, зокрема операції в Афганістані (ISAF);
- визначення ролі НАТО у протидії міжнародному тероризму.

Генеральний секретар НАТО Андерс Фог Расмуссен напередодні саміту висловив переконання, що рішення, ухвалені під час його проведення, зроблять НАТО «ефективнішою організацією» (інвестиції у покращення можливостей протиракетної оборони, кіберзахисту і логістичні можливості, скорочення структури командного персоналу на 4 тисячі осіб) «більш відкритою» (розширення співпраці з партнерами зі всього світу, як із державами, так і з іншими організаціями). Гарантією цих змін мало стати прийняття на саміті нової стратегічної концепції Північноатлантичного альянсу.
Саміт НАТО проходив два дні з 19 по 20 листопада 2010 року у виставково-конференційному центрі (порт. Feira Internacional de Lisboa, FIL) Парку Народів (порт. Parque das Nações) у північно-східній частині Лісабона.
Саміт розпочався 19 листопада 2010 року привітанням делегацій країн-членів Північноатлантичного альянсу. Першим пунктом порядку денного стала зустріч Північноатлантичної ради на рівні глав держав та урядів. Спочатку відбулося урочисте відкриття, що проходило за участю засобів масової інформації і під час якого відбулися виступи Генерального секретаря НАТО, Голови Ради Європейського Союзу та представників португальської влади як країни, в якій проводиться саміт. Також було вшановано членів військового персоналу НАТО за їх внесок в операції Альянсу. Згодом пройшли робочої сесії Північноатлантичної ради, після чого — офіційна фотосесія глав держав. На сесії було прийнято нову стратегічну концепцію НАТО.
Увечері 19 листопада 2010 представники делегацій взяли участь у робочих зустрічах на трьох рівнях:
- робочій вечері Північноатлантичної Ради за участю глав держав та урядів під головуванням Генерального секретаря НАТО Андерса Фога Расмуссена і президента Португалії Анібала Каваку Сілви;
- неофіційній робочій вечері на рівні міністрів закордонних справ держав-членів Північноатлантичного альянсу та Верховного представника ЄС з питань закордонних справ і політики безпеки під головуванням заступника Генерального секретаря НАТО;
- неофіційній робочій вечері на рівні міністрів оборони держав-членів Альянсу під головуванням міністра оборони Португалії[4].

Наступного дня, 20 листопада 2010 року, відбулася зустріч глав держав та урядів країн-членів НАТО та країн-учасників місії ISAF в Афганістані, за участі президента цієї країни Хаміда Карзая, Генерального секретаря Організації Об'єднаних Націй Пан Гі Муна, президента Ради Європейського Союзу, голови Європейської комісії Жозе Мануеля Баррозу і президента Світового банку Роберта Зелліка. Згодом пройшло засідання Північноатлантичної ради на рівні глав держав і урядів за участі Голови Ради Європейського союзу, котре закінчилося прийняттям «Декларації саміту в Лісабоні». Насамкінець відбулася зустріч Ради Росія-НАТО за участю глав держав і урядів, зокрема президента Росії Дмитра Медведєва.

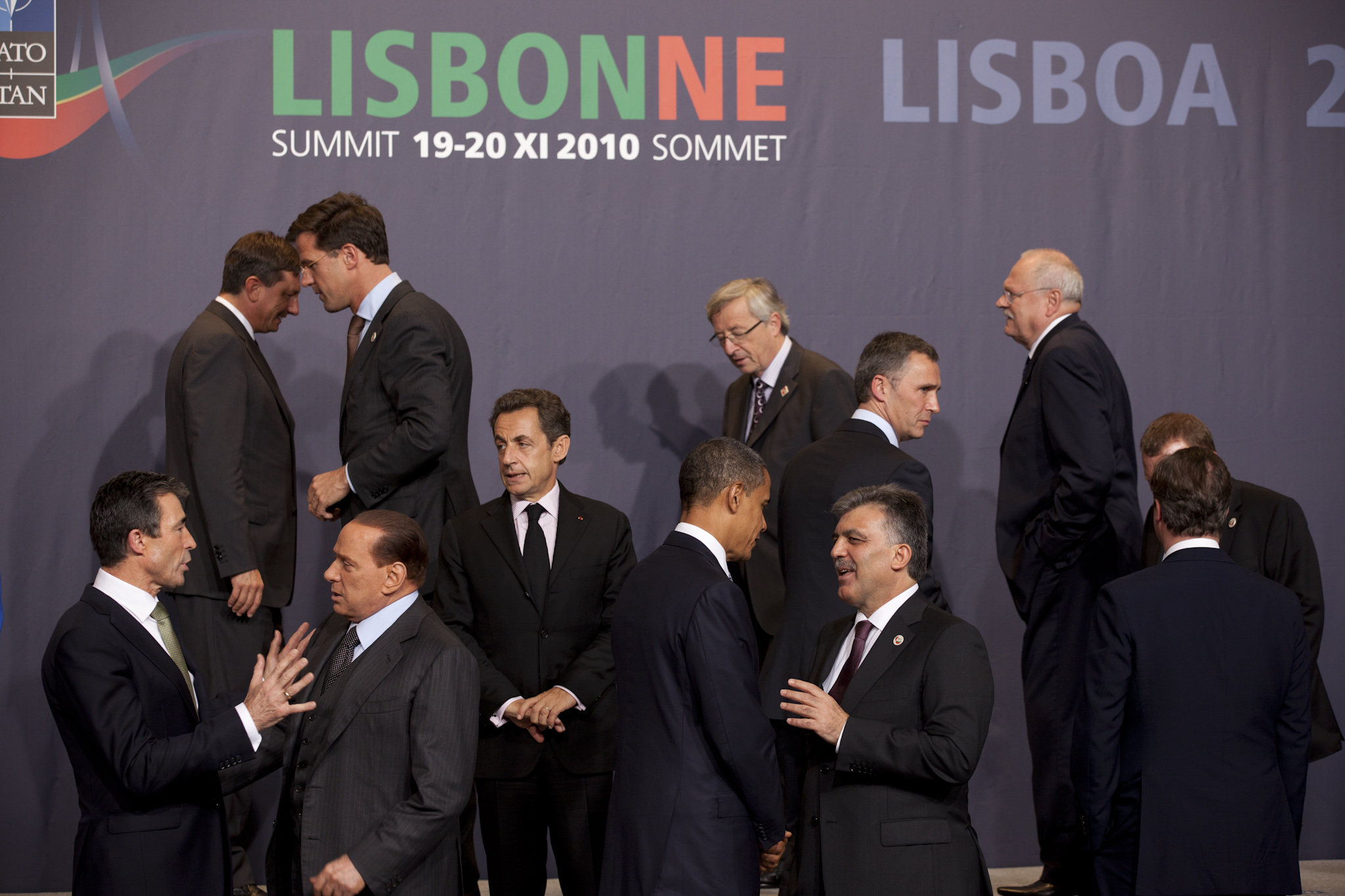
Учасники саміту

## Учасники саміту
Учасниками 22-го саміту НАТО стали делегації всіх 28 країн-членів Північноатлантичного альянсу, а також представники інших запрошених держав та організацій:

### Керівники делегацій країн-членів НАТО
| - Албанія — президент Бамір Топі, прем'єр-міністр Салі Беріша - Бельгія — прем'єр-міністр Бельгії Ів Летерм - Болгарія — президент Георгій Пирванов - Велика Британія — прем'єр-міністр Девід Кемерон - Греція — прем'єр-міністр Йоргос Папандреу - Данія — прем'єр-міністр Ларс Лекке Расмуссен - Естонія — прем'єр-міністр Андрус Ансип - Ісландія — прем'єр-міністр Йоганна Сіґурдардоттір - Іспанія — прем'єр-міністр Хосе Луїс Родрігес Сапатеро - Італія — прем'єр-міністр Сільвіо Берлусконі - Канада — прем'єр-міністр Стівен Гарпер - Латвія — президент Валдіс Затлерс - Литва — президент Даля Грибаускайте, прем'єр-міністр Андрюс Кубілюс - Люксембург — прем'єр-міністр Жан-Клод Юнкер - Нідерланди — прем'єр-міністр Марк Рютте | - Німеччина — канцлер Ангела Меркель - Норвегія — прем'єр-міністр Єнс Столтенберг - Польща — президент Броніслав Коморовський - Португалія — президент Анібал Каваку Сілва, прем'єр-міністр Жозе Сократеш - Румунія — президент Траян Бесеску - Словаччина — президент Іван Гашпарович, прем'єр-міністр Івета Радічова - Словенія — прем'єр-міністр Борут Пахор - США — президент Барак Обама - Туреччина — президент Абдулла Гюль, прем'єр-міністр Реджеп Таїп Ердоган - Угорщина — прем'єр-міністр Віктор Орбан - Франція — президент Ніколя Саркозі - Хорватія — президент Іво Йосипович, прем'єр-міністр Ядранка Косор - Чехія — президент Вацлав Клаус, прем'єр-міністр Петр Нечас |

### Керівники запрошених делегацій
| - Австралія — прем'єр-міністр Джулія Гіллард - Австрія — президент Хайнц Фішер - Азербайджан — президент Ільхам Алієв - Афганістан — президент Хамід Карзай - Боснія і Герцеговина — член Президії Боснії і Герцеговини від сербської громади Небойша Радманович - Вірменія — президент Серж Саркісян - Грузія — президент Михайло Саакашвілі - Ірландія — президент Мері Макеліс, прем'єр-міністр Браян Ковен - Йорданія — прем'єр-міністр Самір ар-Ріфаї - Казахстан — президент Нурсултан Назарбаєв - Північна Македонія — президент Георге Іванов - Малайзія — прем'єр-міністр Наджиб Разак - Монголія — президент Цахіагійн Елбегдорж | - Нова Зеландія — міністр закордонних справ Мюрей Маккуллі - ОАЕ — міністр закордонних справ - Південна Корея — президент Лі Мьон Бак, прем'єр-міністр Кім Хван Сік - Росія — президент Дмитро Медведєв - Сінгапур — прем'єр-міністр Лі Сянь Лун - Україна — міністр закордонних справ Костянтин Грищенко - Фінляндія — президент Тар'я Галонен - Швеція — прем'єр-міністр Фредрік Райнфельдт - ООН — Генеральний секретар Організації Об'єднаних Націй Пан Гі Мун - Європейський Союз — голова РЄ Герман Ван Ромпей, президент Єврокомісії Жозе Мануел Баррозу - президент Світового банку Роберт Зеллік |

## Нова стратегічна концепція Альянсу

### Опрацювання концепції

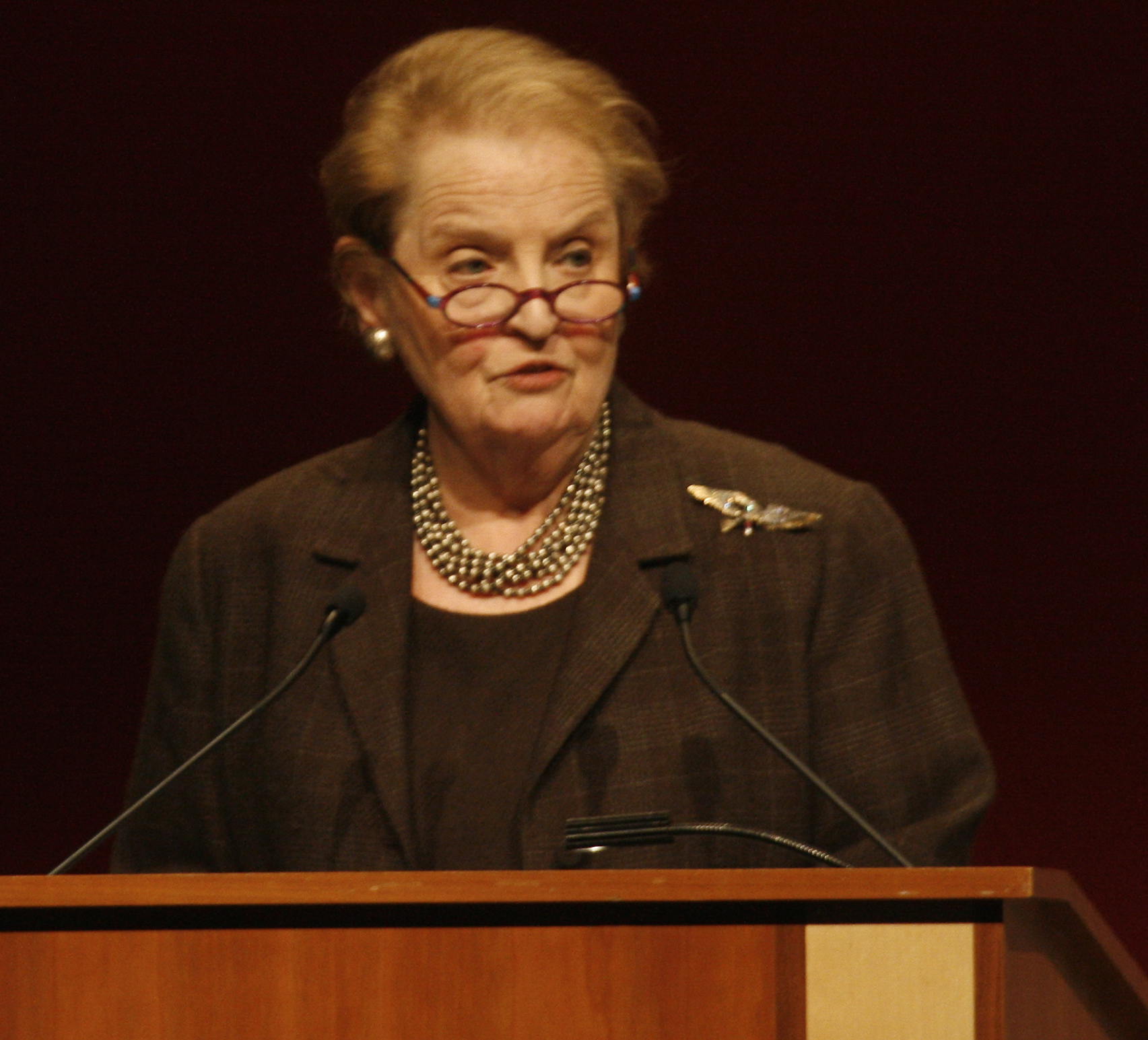
Мадлен Олбрайт, керівник експертної групи

На саміті Північноатлантичного альянсу у 2009 році глави держав і урядів доручили Генеральному секретарю НАТО провести роботу з розробки нової Стратегічної концепції. Попередня стратегічна концепція Альянсу була прийнята ще на Вашингтонському саміті у 1999 році, тобто до сумнозвісних подій 11 вересня 2001 року. Для виконання цього доручення Андерс Фог Расмуссен призначив групу експертів, що складалась з 12 членів на чолі з колишньою державною секретаркою США Мадлен Олбрайт, завданням якої було підготувати рекомендації щодо змісту документа. Група почала роботу 5 вересня 2009 року.
Процес підготовки стратегічної концепції НАТО складався з трьох етапів. На першому етапі вміст документа обговорювався на спеціально організованих семінарах. У наступному, консультаційному етапі, експерти проводили консультації з представниками держав-членів Північноатлантичного альянсу. Група експертів також провела періодичні зустрічі з Генеральним секретарем НАТО, а в грудні 2009 року доповіла про результати проведеної роботи на засіданні міністрів закордонних справ НАТО в Брюсселі. Насамкінець, 17 травня 2010 року група експертів представила свій аналіз і рекомендації на розгляд Генерального секретаря НАТО. Спираючись на них, Андерс Фог Расмуссен розробив свою власну доповідь про основні засади нової концепції, яку передав для консультації державам-членам Північноатлантичного альянсу. Восени 2010 року, коли було підготовлено попередній проєкт концепції, який він обговорив з постійними представниками держав-членів НАТО. Після цього розроблений документ був представлений на саміті в Лісабоні та 19 листопада 2010 року прийнятий членами Альянсу. Повна назв прийнятого документа: «Активна участь, сучасна оборона. Концепція стратегічної оборони та безпеки членів Організації Північноатлантичного договору, прийнята главами держав та урядів у Лісабоні».

### Основні засади концепції
Нова стратегічна концепція основною метою Північноатлантичного альянсу визначала гарантування свободи та безпеки всіх своїх членів шляхом використання політичних та військових засобів. НАТО подається як найважливіше джерело стабільності в непередбачуваному світі, і описується як «унікальне товариство цінностей, пов'язаних з принципами свободи особистості, демократії, прав людини і верховенства закону». Організація визнала головну роль та відповідальність Ради Безпеки ООН за дотриманням міжнародного миру і безпеки. Також відзначено важливу роль трансатлантичних зв'язків між державами-членами Альянсу.
Трьома головними завданнями НАТО були визначені:
- колективна оборона — зобов'язання надання допомоги членам Альянсу у разі нападу, відповідно до статті 5 Вашингтонського договору, підкреслення ролі стримування і захисту від загрози агресії;
- антикризове управління — використання відповідних політичних і військових інструментів для надання допомоги у боротьбі з новими кризами та гасіння наявних конфліктів, які можуть вплинути на безпеку Північноатлантичного альянсу і для підтримки зусиль по зміцненню стабільності в після конфліктних ситуаціях;
- кооперативні безпека — заходи щодо зміцнення міжнародної безпеки, в тому числі: партнерство з відповідними країнами та іншими міжнародними організаціями, внесення вкладу у контроль над озброєнням, нерозповсюдження зброї і роззброєння, зберігаючи принцип відкритих дверей в НАТО для всіх європейських демократій, які відповідають стандартам Північноатлантичного альянсу.

Стратегічна концепція знову визначила загрози безпеки для Альянсу, до яких зарахувала: загрозу збройного нападу, зокрема розповсюдження балістичних снарядів; розповсюдження ядерної зброї та іншої зброї масового ураження, а також засобів її доставки до цілі; тероризм; відсутність стабільності або конфлікт поза рубежами НАТО; кібератаки; нестабільність транспортних коридорів, на яких базується міжнародна торгівля й енергетична безпека (зокрема залежність від закордонних постачальників енергоресурсів); технологічні загрози (зокрема розвиток лазерної зброї, електронна боротьба, а також технології, що стримують доступ в космічний простір); обмеження в галузі довкілля і запасів (зокрема загрози здоров'ю людей, зміни клімату, брак води і ростучі енергетичні потреби).
Стратегічна концепція 2010 року вперше визначила політику партнерства — безпека у співпраці (співробітництві) — як одну із трьох ключових сфер, разом із колективною обороною та управління кризами, у діяльності, розвитку та трансформації Альянсу. Однак, Україна — країна-партнер, що вже була на той час ключовим контриб'ютором безпеки (оскільки бере участь у більшості операцій НАТО), — відмовилася від консультацій щодо напрацювання критеріїв трансатлантичного консенсусу як пріоритету нової Стратегічної концепції.

### Захист та стримування

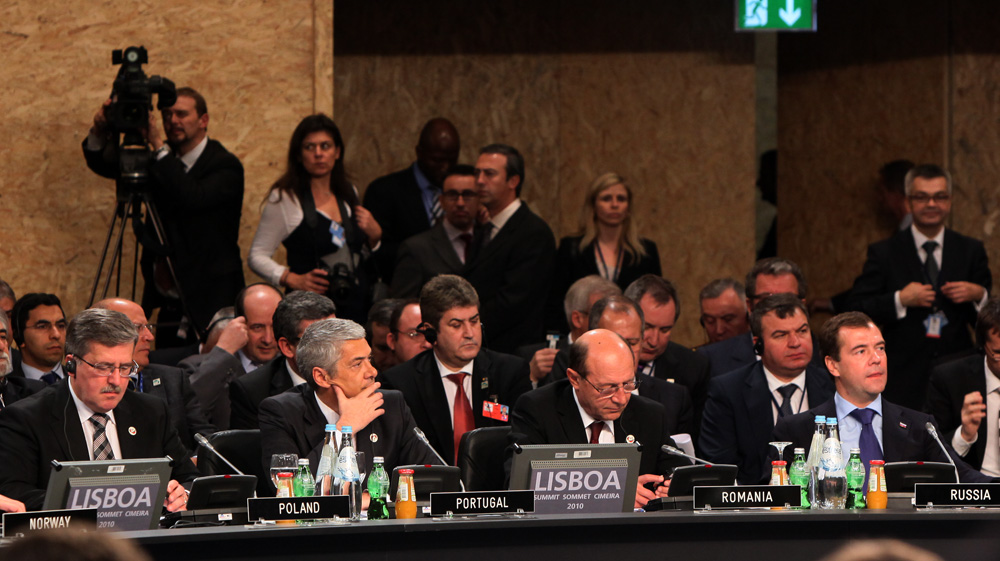
Глави держав і урядів під час проведення саміту

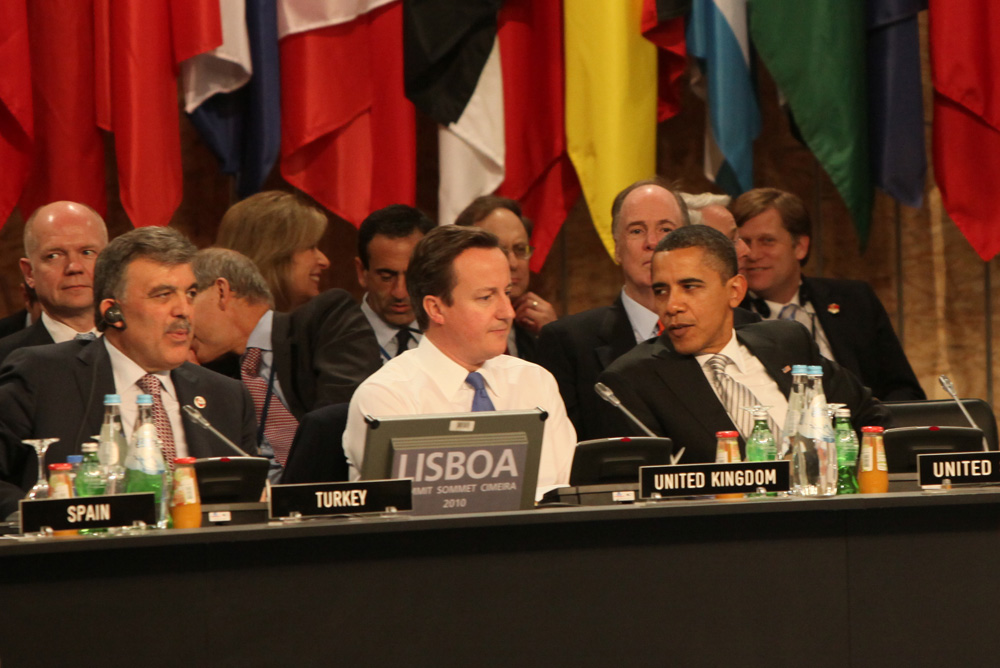
Лідери країн-членів НАТО у Лісабоні

В області оборони і стримування підтверджено відповідальність Альянсу за захист та оборону своїх членів відповідно до статті 5 Вашингтонського договору. Було підкреслено, що жодна з країн, що не є членом Північноатлантичного альянсу, не вважається ним ворогом. Стримування визначається як оптимальне поєднання ядерних і звичайних можливостей НАТО, а найбільшою гарантією безпеки визнано ядерні сили Альянсу. Країни-члени в цілях забезпечення оборони та стримування зобов'язано вжити конкретних заходів, зокрема:
- дотримання оптимальної комбінації звичайних та ядерних сил;
- збереженні здатності одночасно проводити великі об'єднані операції та кілька дрібніших операцій колективної оборони та реагування на кризу;
- проведення спільних навчань, тренувань та обмін інформацією;
- забезпечення можливо ширшої участі союзників в колективному плануванні оборонних заходів;
- розвивати як ключовий елемент колективної оборони здатність захисту власного населення і територій від балістичних ракет при цьому висловлена готовність співпрацювати з Росією та іншими країнами-партнерами в області протиракетної оборони;
- розвиток здатності НАТО захищатись від загрози використання зброї масового знищення;
- розвиток здатності до попередження, виявлення і захисту від кібератак і можливості відтворення даних після них;
- зміцнення потенціалу в області виявлення і захисту від міжнародного тероризму;
- розвиток потенціалу та здатності зробити свій внесок у забезпечення енергетичної безпеки, в тому числі щодо захисту критичної інфраструктури енергетики, шляхів і транзитних комунікацій;
- підтримання необхідного рівня витрат на оборону.

### Антикризове управління
В концепції антикризового управління НАТО як основи для його дій прийнято припущення, що кризи і конфлікти за межами Альянсу можуть генерувати пряму загрозу безпеці населенню та території Північноатлантичного альянсу. З цієї причини вирішено у ситуаціях, коли виникає така можливість та необхідність, запобігати кризовим ситуаціям, опановувати їх, стабілізувати постконфліктні ситуації і підтримувати процеси відновлення.
З метою ефективного управління кризовими ситуаціями задекларовано застосування всеосяжного політичного, цивільного і військового підходу. Проголошено активну співпрацю з іншими міжнародними організаціями. Відзначивши, що найкращим способом керування конфліктами є їх профілактика, вирішено також продовжувати моніторинг та аналіз міжнародної обстановки в цьому контексті і проводити активні кроки для запобігання розвитку невеликих кризових ситуацій в більш широкомасштабні конфлікти. У разі неефективності таких заходів, задекларовано свою готовність та здатність керувати довготривалими конфліктами завдяки своїм унікальним можливостям в цій сфері, зокрема можливості розгортати і утримувати військові сили у конфліктному регіоні. Водночас заявлено про готовність і здатність брати участь у стабілізації та відновленню миру після припинення конфлікту, у тісній співпраці та консультаціях, у міру сил, з іншими відповідними міжнародними суб'єктами.
З метою забезпечення ефективності антикризового управління, НАТО зобов'язалося здійснити наступні кроки:
- зміцнити розвідувальне співробітництво в рамках Північноатлантичного альянсу для того, щоб краще прогнозувати можливість виникнення конфліктів і запобігати їх появі;
- продовжити розвиток доктрини і військового потенціалу в області операцій за межами Альянсу;
- створювати відповідні, нехай скромні, цивільні можливості для врегулювання криз, з метою ефективнішої взаємодії з цивільними партнерами;
- зміцнювати комплексне цивільно-військове планування;
- здійснювати навчання і розвиток потенціалу місцевих сил у кризових зонах для забезпечення того, щоб місцеві органи влади мали можливість підтримувати безпеку самостійно, без міжнародної підтримки;
- призначати та готувати цивільних фахівців з країн-членів НАТО для їх швидкого розгортання в окремих місіях, здатних взаємодіяти з військовослужбовцями та цивільними партнерами і організаціями;
- розширювати та інтенсифікувати політичні консультації між членами Альянсу, а також з іншими партнерами, як на регулярній і постійній основі, так і за бажанням; для того, щоб знаходити відповідні рішення на усіх етапах кризи.

### Міжнародна безпека
З точки зору міжнародної безпеки підкреслено важливість контролю над озброєннями, роззброєння та нерозповсюдження зброї. З цією метою НАТО заявила про свою готовність побудувати світ без ядерної зброї відповідно до мет Договору про нерозповсюдження ядерної зброї. Позначено в той же час такі свої поточні зусилля у цьому напрямку, як зменшення кількості ядерної зброї, розміщеної в Європі і важливості ядерної зброї в стратегії НАТО. Висловлюючи готовність до подальшого скорочення, НАТО одночасно висловив необхідність прагнути отримати згоду Росії щодо збільшення прозорості її ядерних озброєнь на європейському континенті і їх переміщення подалі від території держав-членів Альянсу. В області звичайних озброєнь НАТО висловила готовність вжити заходів для того, щоб посилити свій контроль над ними в Європі на основі взаємності, прозорості та згоди держав-господарів.
Члени НАТО наголосили на важливості діалогу і співпраці з партнерами. Повторено принцип «відкритих дверей» для всіх європейських демократій, які відповідають трьом умовам: розділяють цінності Альянсу; готові і здатні взяти на себе відповідальність і зобов'язання, пов'язані з членством; гарантують, що їх включення може сприяти спільній безпеці та стабільності. Було підкреслено, що розширення числа учасників цього Пакту допомагає підвищити безпеку його членів.
У стратегічній концепції підкреслено важливість і задекларовано поглиблення співпраці з ООН, у тому числі шляхом зміцнення зв'язку між штаб-квартирами обох організацій, більш регулярного діалогу і зміцнення співробітництва в області антикризового реагування. З точки зору відносин з Європейським Союзом, НАТО визнало важливість європейської оборони, сильної і з великими можливостями. Документ передбачає, що співпраця між цими обома організаціями відіграє взаємнодоповнювальну та зміцнювальну роль у сприянні міжнародному миру і безпеці.
Співпрацю з Російською Федерацією визнано стратегічною та такою, що робить свій внесок у створення спільної зони миру, стабільності і безпеки. НАТО підкреслило, що Альянс не становить загрози для Росії. В двосторонніх відносинах НАТО зобов'язалося зміцнювати політичні консультації та співробітництво в галузях, що становлять взаємний інтерес, включаючи протиракетну оборону, боротьбу з тероризмом, незаконним обігом наркотиків і піратства та заохочення міжнародної безпеки, і використовувати весь потенціал співпраці Росія-НАТО для діалогу та спільних дій.
НАТО підкреслило важливість і висловило готовність розвивати співпрацю з закордонними партнерами в межах Ради євроатлантичного партнерства, Східного партнерства, комісії НАТО — Україна, комісії НАТО — Грузія, Середземноморського діалогу, Стамбульської ініціативи співпраці та задекларовано спрямування до полегшення євроатлантичної інтеграції Західних Балкан.
Зрештою, члени Альянсу взяли на себе зобов'язання вживати заходи, щоби використовувати свої фінансові, військові та людські ресурси найбільш ефективним і дієвим способом.

## Відносини НАТО— Афганістан

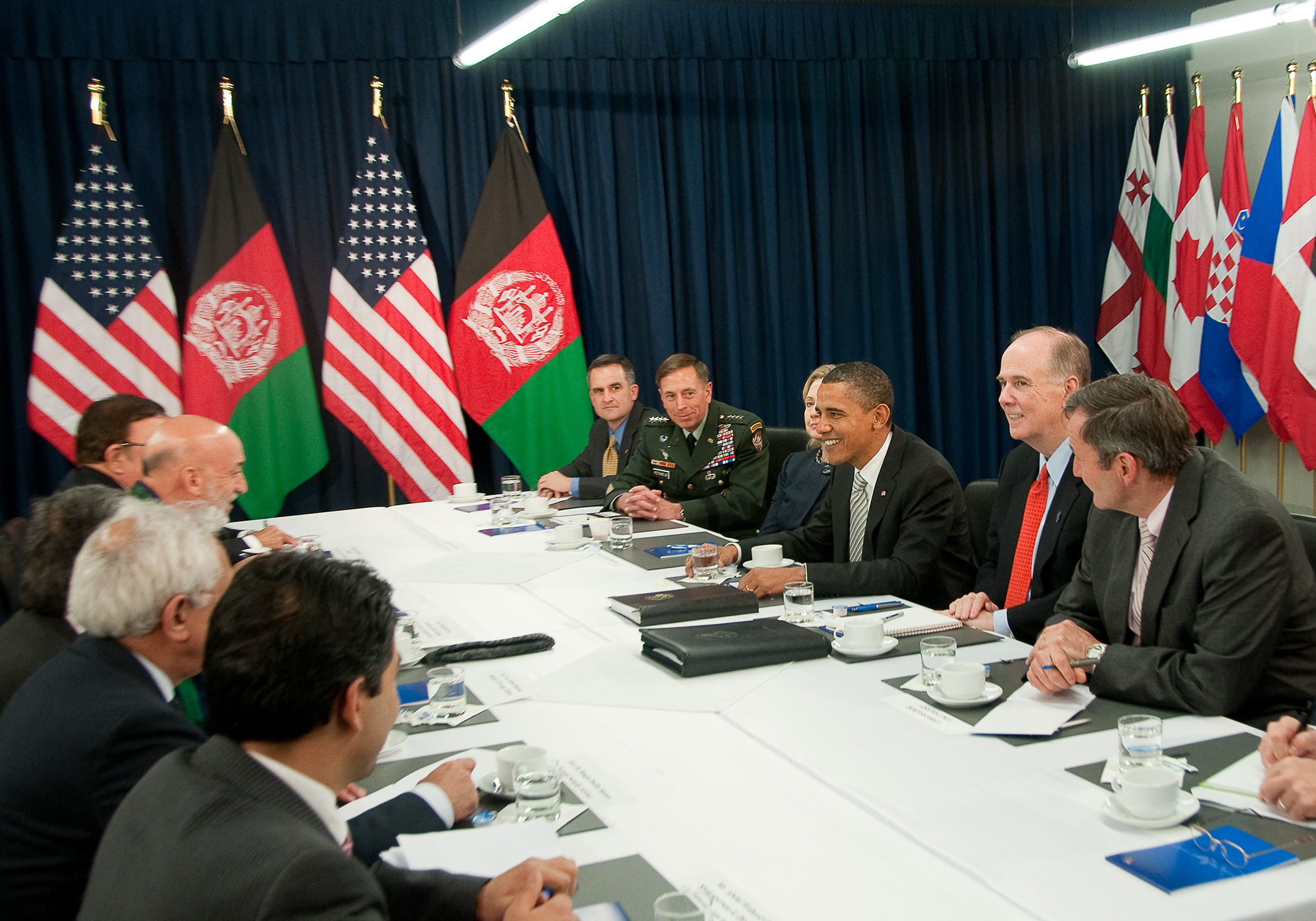
Президент Афганістану Хамід Карзай під час розмови з президентом США Бараком Обамою

Другий день саміту в Лісабоні розпочався із зустрічі глав держав і урядів 48 країн, що беруть участь у місії ISAF, з президентом Афганістану Хамідом Карзаєм. У зустрічі також взяли участь інші запрошені гості, зокрема генеральний секретар ООН Пан Гі Мун і представники Європейського союзу, Світового банку та Японії. У ході зустрічі прийнято два документи. Перший з них, «Декларація Організації Північноатлантичного договору та Уряду Ісламської Республіки Афганістан по сталому партнерству», встановила довгострокові партнерські відносини та співробітництво між сторонами, які виходять за рамки мандату місії ISAF.
«Декларація глав держав та урядів країн-учасників Міжнародних сил сприяння безпеці (ISAF) в Афганістані» посилалася на ситуацію у країні й у майбутній операції. Держави коаліції оголосили про початок нового етапу місії, покликаної передати повну відповідальність за безпеку афганській владі. Оголошено старт цього процесу на початку 2011 року, залежно від оцінки та ухвалення рішення НАТО. Передбачалося, що це буде залежати від потенціалу і можливостей афганських національних збройних сил. Завершення планується до кінця 2014 року.
Держави коаліції підкреслили збільшення чисельності складу місії у Афганістані до 130 тисяч солдатів. За її основну мету визначено забезпечення миру і безпеки у країні у співпраці з афганськими Національними збройними силами, а також зміцнення їх сили, озброєння і здібностей, так щоб до кінця 2011 року вони могли досягти чисельності 300 тисяч солдатів. Члени ISAF підтримали програму примирення та реінтеграції в суспільні процеси тих з бойовиків, котрі відмовилися від насильства, припинили контакти з терористичними групами та визнали афганську конституцію.
Учасники зустрічі визнали парламентські вибори в Афганістані у вересні 2010 року як важливий крок у розвитку демократії в країні та закликали афганський уряд здійснити реформи виборчої системи та вжити заходів щодо боротьби з корупцією, виробництвом і оборотом наркотиків, зміцненню верховенства закону та економічного розвитку. Також висловились за розвиток регіональної співпраці як фактора для забезпечення тривалої стабільності в регіоні.

## Інші рішення та декларації саміту
20 листопада 2010 року глави держав і урядів НАТО прийняли «Декларацію саміту в Лісабоні», що являє собою підсумковий результат всіх рішень, зобов'язань і декларацій, прийнятих на саміті. Крім того, у декларації також висвітлено питання, котрі не згадувались в інших прийнятих офіційних документах.

### Структурна реформа та протиракетна оборона
Члени НАТО оприлюднили пакет реформ, що включав реформи структури командування Північноатлантичного альянсу та його установ, реформи управління і реформи скорочення кількості місць розташування організації. Реформа засновувала зменшення числа структур військового командування з 11 до 7 та відомств з 14 до 3, а також відповідне зменшення їх персоналу щонайменше на третину (мінімально 5 тисяч посад). Рішення про точну дислокацію командування мало бути ухвалене на основі рекомендацій Генерального секретаря Північноатлантичного альянсу до червня 2011 року. НАТО також ухвалило рішення скоротити число своїх агентств. Детальний план в цьому питанні повинен був бути складений також до червня 2011 року. Реформу структур було розроблено для підвищення ефективності та дієвості Альянсу і зменшення вартості його функціонування.
Держави-члени Північноатлантичного альянсу вирішили розвивати потенціал протиракетної оборони, яка захищає все їх власне населення та всі збройні сили і території в Європі проти загроз, викликаних поширенням балістичних ракет. Постановили включити частину американської системи ПРО (англ. United States European Phased Adaptive Approach) у плануванні системи протиракетної оборони НАТО. В цілях реалізації цих планів в Північноатлантичній раді до березня 2011 року проводились консультації, а потім до червня 2011 року проходило опрацювання проекту. НАТО також висловило свою готовність співпрацювати з Росією по системах ПРО на основі взаємності, прозорості та двосторонньої довіри.
Для того щоб охопити всі органи та установи Північноатлантичного альянсу централізованим захистом від кіберзлочинності, члени Альянсу зобов'язалися досягти повної оперативної готовності за допомогою (англ. NATO Computer Incident Response Capability, NCIRC) до кінця 2012 року.

### Місії НАТО поза його межами
Лісабонський саміт НАТО привітав 143 тисячі військовослужбовців, які на момент саміту брали участь в поточних миротворчих місіях, а також ветеранів таких місій. Також висловлено повагу жертвам бойових дій та пораненим під час миротворчих операцій. На додаток до питань, пов'язаних з місією ISAF в Афганістані, яку визнано пріоритетною у поточній діяльності Північноатлантичного альянсу, НАТО повторно підтвердило свої зобов'язання стосовно забезпечення стабільності та безпеки у Балканському регіоні. Зазначено важливу роль KFOR у підтримці стабільності та миру у багатоетнічному Косово, у зв'язку з цим зауважено про дедалі більшу відповідальність місцевих збройних сил і поліції Косово, а також оголошено про подальше скорочення присутності своїх військ у цьому регіоні.
Підкреслено вклад Північноатлантичного альянсу у справу миру і безпеки у світі у рамках поточних місій: операції «Активні зусилля» у Середземному морі, операції «Океанський щит» біля берегів Східної Африки, місії НАТО з підготовки місцевих збройних сил та поліції в Іраку і матеріально-технічного забезпечення місії Африканського Союзу у Сомалі.

### Співпраця Північноатлантичного альянсу з партнерами поза межами НАТО

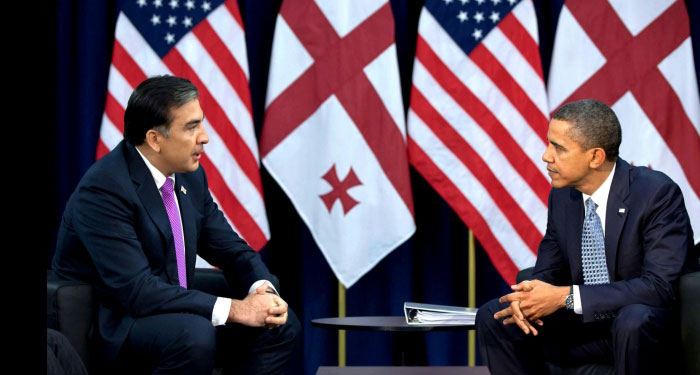
Президент Грузії Михайло Саакашвілі з президентом США Бараком Обамою

У сфері взаємин із міжнародною спільнотою глави держав і урядів країн-членів НАТО підкреслили значення і задекларували розвиток співпраці з Організацією Об'єднаних Націй, Європейським Союзом та Організацією з безпеки і співробітництва в Європі (ОБСЄ).
Посилаючись на принцип «відкритих дверей», Північноатлантичний альянс підтвердив угоду про запрошення колишньої Югославської Республіки Македонії в члени НАТО після чим скорішого врегулювання конфлікту з Грецією щодо офіційної назви країни. Альянс привітав прогрес, досягнутий Чорногорією на шляху до євроатлантичної інтеграції та її активну участь в рамках Плану дій щодо членства в НАТО (ПДЧ). Висловлено підтримку прагнень Боснії і Герцеговини до членства у Північноатлантичному альянсі. Підтверджено ухвалене у квітні 2010 року рішення щодо прийняття Боснії і Герцеговини в ПДЧ після здійснення умови, що вся нерухомість сектора безпеки й оборони, необхідна у майбутньому для забезпечення безпеки країни, знаходитиметься у державній власності. Високо оцінено організацію загальних виборів у Боснії і Герцеговині у 2010 році, а також прогрес цієї країни на дорозі реформ, запропоновано свою підтримку в цьому процесі.
НАТО з задоволенням сприйняло розширення співпраці з Сербією. Повторно висловлено свою відкритість щодо подальших євроатлантичних прагнень країни, в тому числі партнерства з Альянсом. Одночасно Сербію наполегливо запрошено продовжувати співпрацювати з Міжнародним кримінальним трибуналом по колишній Югославії. Крім того, НАТО настійно закликало Сербію і Косово проводити спільні переговори під егідою Європейського Союзу.
Північноатлантичний альянс також заявив про свою готовність розвивати партнерські відносини з Грузією, у тому числі продовження політичного діалогу та практичного співробітництва у рамках Комісії НАТО-Грузія та Щорічної національної програми. НАТО підтвердило рішення Бухарестського саміту 2008 року щодо гарантій євроатлантичних перспектив Грузії і закликало владу для реалізації відповідних реформ виборчого законодавства, судової системи та оборонного сектора економіки. З задоволенням сприйнято відкриття у Грузії Бюро по зв'язках НАТО і високо оцінено внесок країни у місіях НАТО, зокрема, у місії ISAF. Північноатлантичний альянс ще раз висловив свою підтримку територіальної цілісності Грузії у межах її міжнародно визнаних кордонів. Закликав Росію відкликати своє міжнародне визнання незалежності Абхазії і Південної Осетії, а також виконувати свої зобов'язання стосовно Грузії, прийняті в рамках переговорів з ЄС, що проходили 12 серпня і 8 вересня 2008 року (виведення російських військ до довоєнної лінії протистояння).
Північноатлантичний альянс визнав стабільну і демократичну Україну важливим фактором євроатлантичної безпеки. Оголошено про свою готовність співпрацювати в рамках комісії НАТО-Україна та допомогти у просуванні внутрішніх реформ. Поважаючи право України визначати свою власну політику безпеки, зокрема вибір «позаблокового» статусу, НАТО ще раз підтвердило принцип «відкритих дверей» щодо можливого вступу України до Альянсу.
Альянс також висловив підтримку територіальної цілісності, незалежності та суверенітету Вірменії, Азербайджану та Молдови, а також готовність брати участь у мирному врегулюванні конфліктів, які зачіпають їхні кордони.

## Лісабонський саміт НАТО і відносини з Росією та Україною

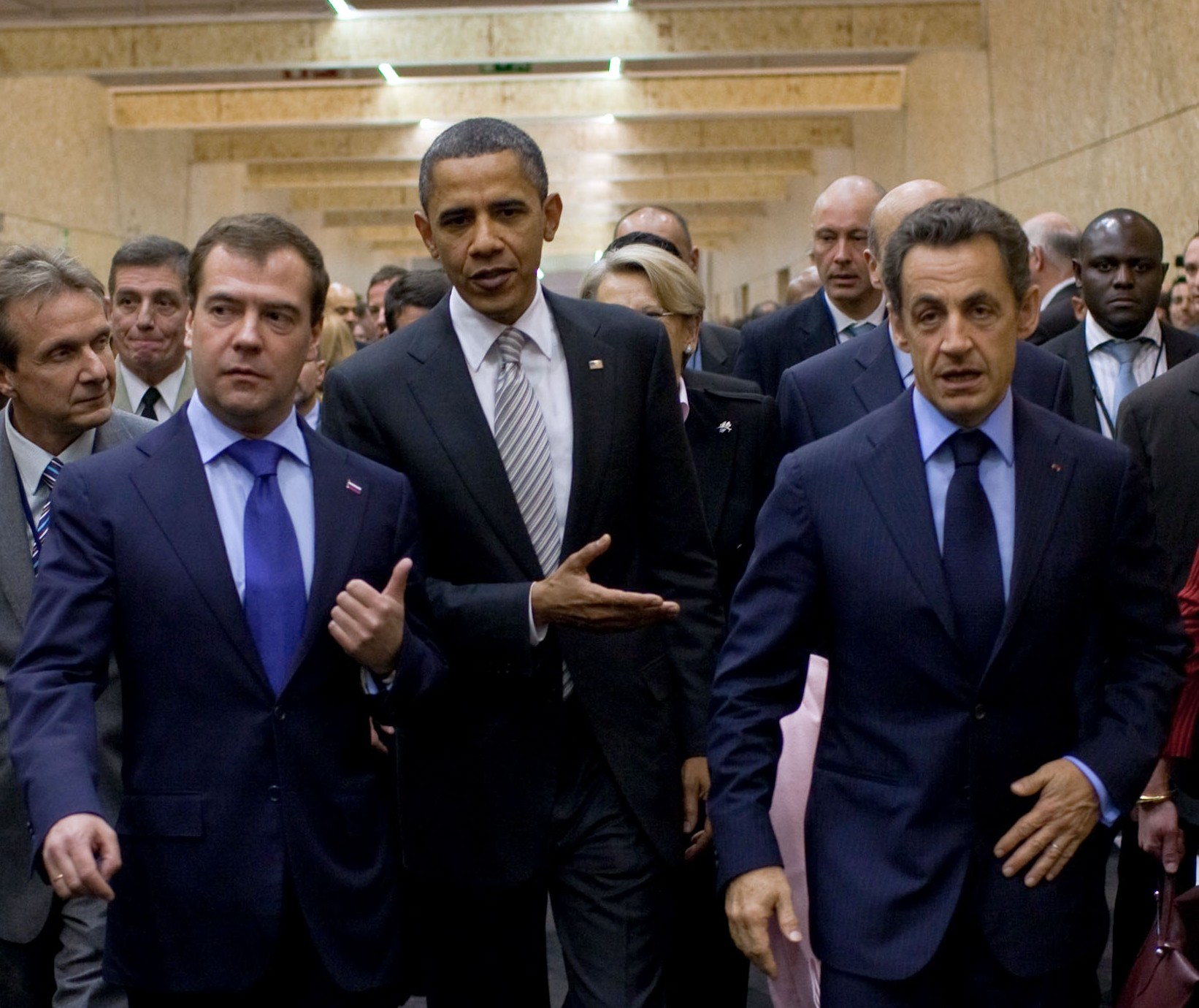
Президент США Барак Обама в оточенні президента Росії Дмитра Медведєва та президента Франції Ніколя Саркозі під час саміту у Лісабоні

Лісабонський саміт НАТО відзначив відновлення тісної співпраці Альянсу з Росією після охолодження відносин через російсько-грузинську війну в серпні 2008 року. Нова стратегічна концепція НАТО, прийнята в Лісабоні, передбачала широке залучення Росії до розв'язання питань безпеки. Російська сторона і представники Північноатлантичного альянсу дійшли згоди, що без РФ неможливо побудувати стабільну архітектуру європейської безпеки. Ідучи шляхом умиротворення Кремля, вибачаючи порушення норм міжнародного права у 2008-му, НАТО розглядало широкий спектр напрямків зближення, включаючи союзницькі відносини навіть до ідеї вступу Росії до Альянсу.
У жовтні 2010 року Генеральний секретар НАТО Андерс Фог Расмуссен заявив, що на Лісабонському саміті буде присутній президент Росії Дмитро Медведєв. Медведєв погодився відвідати саміт після зустрічі з президентом Франції Ніколя Саркозі і канцлером Німеччини Ангелою Меркель. На той момент відносини між Росією й Альянсом були досить напруженими, зважаючи на наслідки війни 2008 року у Південній Осетії, в якій Російська Федерація збройно підтримала регіони Південної Осетії й Абхазії, що відкололися від Грузії та, згодом, визнала їх.
На саміті Альянсу було дано старт переформатуванню Ради Росія-НАТО (РРН). За задумом саме ця структура мала стати майданчиком для подальшої координації й узгодження спільних дій в усіх сферах співробітництва. Засідання РРН відбулося 20 листопада 2010 року, на завершення саміту в Лісабоні. У засіданні взяв участь президент Росії Дмитро Медведєв. Це була третя зустріч Ради у своїй історії.
У спільній підсумковій заяві Ради Росія — НАТО наголошено:
|  | Всі ми згодні з тим, що на благо держав членів Ради Росія — НАТО — далекоглядна і прозора політика, націлена на зміцнення безпеки і стабільності на євроатлантичному просторі, в тому числі через залучення наявних інститутів та інструментів. |

У спільній заяві учасники також пообіцяли зробити кроки «у напрямку досягнення справді стратегічного і сучасного партнерства, заснованого на взаємній довірі, приязні та передбачуваності в цілях створення єдиного простору миру, безпеки та стабільності в євроатлантичному регіоні». Підкреслено важливість Ради як політичного форуму для співпраці. Оголошено готовність працювати разом над контролем над озброєннями, роззброєнням та нерозповсюдженням зброї, а також створити основу для світу, вільного від ядерної зброї.
Серед основних положень Ради було підтримано «Загальні загрози безпеки XXI століття», заяву з викладом загальних ключових загроз безпеки і способів боротьби з ними. Країни також зобов'язалися співпрацювати у царині розробки систем протиракетної оборони. Сторони домовилися підготувати спільну доповідь про загрозу балістичних ракет.
Задекларовано тіснішу співпрацю між НАТО та Російською Федерацією з метою стабілізації ситуації в Афганістані. Росія заявила про свою готовність до транзиту через її території матеріалів несмертельної дії, для наступного їх використання силами ISAF. Сторони також домовилися про створення спеціального фонду для оснащення афганської армії додатковими вертольотами Мі-17.
Додатково прийнято зобов'язання щодо розширення проєкту навчань боротьби з незаконним обігом наркотиків, в якому взяли участь країни Центральної Азії, Афганістану та Пакистану. Оголошено подальшу співпрацю в боротьбі з тероризмом і піратством. Російська Федерація також висловила готовність підтримати операцію «Активні зусилля» в Середземному морі.
Досить незвично виглядали ці майже дружні події в Лісабоні без участі вищих посадових осіб України. Протягом десятиріччя, що передувало саміту, Україна завжди була активним суб'єктом загальноєвропейських процесів у сфері безпеки. Цього ж разу Росія і НАТО почали зближуватися, а Україна залишилася на місці.
На початку листопада 2010 Генеральний секретар НАТО Андерс Фог Расмуссен заявив, що Північноатлантичний альянс запрошує до участі в будівництві європейської системи протиракетної оборони не тільки Росію, а й Україну. Тоді ж Расмуссен повідомив, що запросив президента України Віктора Януковича взяти участь у саміті Альянсу в Лісабоні. А також Расмуссен підтвердив готовність НАТО прийняти Україну до своїх лав у разі відповідного рішення Києва. Водночас генсек наголосив, що в Альянсі з повагою ставляться до рішення України не приєднуватися до НАТО. Делегацію України на засідання, присвячене обговоренню операції НАТО в Афганістані, що відбувалося в рамках Лісабонського саміту, очолив міністр закордонних справ України Костянтин Грищенко.
Відмова президента України взяти участь в саміті вказувала на невелику його значущість для керівництва держави: таким чином Янукович продемонстрував невисоку пріоритетність політичної та безпекової співпраці України з НАТО та, за переконанням деяких експертів, передав право говорити від імені України російському президентові Дмитру Медведєву. З іншого боку, його участь у саміті також не дала б яких-небудь відчутних результатів. Відмовившись від задекларованої раніше мети членства в НАТО, Україна поставила цю організацію в двозначне положення: НАТО погодилася з фактичним переходом України до російської сфери впливу, хоч і продовжувала співпрацювати з нею у військовій галузі, очікуючи майбутньої зміни геополітичного клімату.
Україні в новій концепції НАТО, як і передбачали експерти, було відведено досить незначне місце. З одного боку, концепція підтвердила принцип «відкритих дверей» для всіх європейських демократичних країн, що сповідують цінності НАТО, однак у ній не було передбачено жодних конкретних критеріїв вступу. Крім того, документ містив згадку про те, що НАТО продовжуватиме співпрацю з Україною в рамках Комісії Україна-НАТО. При цьому було зроблено наголос, що співробітництво відбуватиметься з урахуванням євроатлантичних прагнень України. Цим НАТО дала зрозуміти, що погодилася з відмовою України від мети членства в організації, дозволивши їй самій визначати свої зовнішньополітичні пріоритети.
У другий день саміту Україна взяла участь у засіданні країн-учасниць операції в Афганістані. За його результатами було вирішено, що Україна й надалі братиме участь у цій операції, надаючи допомогу невійськового характеру. За результатами саміту також було ухвалено декларацію, у якій було закріплено прагнення НАТО надавати Україні допомогу в проведенні реформ та продовжувати співпрацю з нею. Попри те, що Костянтин Грищенко оцінив цей документ як ознаку визнання того, що за Україна є важливим партнером НАТО, його положення носять переважно таке декларативний характер.

## Охорона саміту, заходи безпеки та протести
Португальська влада на час саміту організувала одну найбільших операцій по забезпеченню безпеки в історії. У Лісабоні розгорнуто близько 7 тисяч поліцаїв, які охороняли порядок та безпеку для близько 5 тисяч учасників саміту. 16 листопада 2010 року Португалія призупинила дію Шенгенського договору та відновила на своїй території дію прикордонного контролю. Заборону на в'їзд в країну отримали будь-які особи, котрі могли створити потенційну загрозу безпеці. У зв'язку зі зміцненням прикордонного контролю були затримані десятки людей, в основному нелегальних іммігрантів та осіб, які перевозили наркотики або гострі предмети (наприклад, ножі). Майже вдвічі було зменшено перевезення через столичний лісабонський аеропорт «Портела». Деякі з літаків були перенаправлені в аеропорти міст Порту та Фару.
У дні, що передували саміту, у Лісабоні пройшли мирні акції протесту антиглобалістів, під час яких не було зафіксовано ніякого насильства. Найбільші акції протесту відбулася 20 листопада 2010 року, коли вулицями столиці пройшли, за даними з різних джерел, від десяти до тридцяти тисяч осіб. Маніфестація пройшла під гаслом «Мир — так, НАТО — ні» і була організована міжнародним комітетом «Ні війні, ні НАТО». У ній взяли участь члени лівих та комуністичних партій, пацифістських й екологічних організацій і профспілок. Протест мав мирний характер. Поліція також заарештувала близько 40 учасників протесту, котрі провели демонстрацію біля Парку Націй, де вели перемовини лідери держав.